# Holger Franke (Schauspieler, 1942)
Holger Franke (* 5. Mai 1942 in Weimar) ist ein deutscher Schauspieler, Autor und Regisseur.

## Leben
Von 1961 bis 1964 absolvierte Holger Franke eine Schauspielausbildung. Danach hatte er verschiedene Engagements in Theatern, Hörfunk und TV. 1972 begann Franke als Schauspieler im Berliner Grips-Theater. 1973 gründete Holger Franke gemeinsam mit anderen das sozial engagierte Theater Rote Grütze. Dort wirkte er als Autor, Regisseur und Schauspieler. In dieser Zeit entstanden bekannte Stücke wie Darüber spricht man nicht! und Was heißt hier Liebe?. 
1987 arbeitete er erstmals mit Dani Levy für das Drehbuch zu dem Film RobbyKallePaul zusammen. 1988 bis 1992 war Franke Schauspielleiter und Autor am Theaterhaus Stuttgart. 1992 bis 1999 war er am Theaterhof Priessental beschäftigt. 2000 kehrte Franke wieder nach Berlin zurück. Im Jahr 2001 gründete Franke dann das Theater Rote Grütze mit Ricky Strohecker neu. Im selben Jahr begann er zusammen mit Dani Levy an der Arbeit am Drehbuch zu dem Film Alles auf Zucker!. 2005 erhielt er dafür gemeinsam mit Dani Levy den Deutschen Filmpreis. Seine Tochter Anja Franke, die Ex-Lebensgefährtin von Levy, spielte ebenfalls in dem Film mit.
Holger Franke arbeitet als Theater- und Drehbuchautor, Schauspieler und Regisseur in Berlin.

## Filmografie
als Schauspieler
- 1978: Was heißt’n hier Liebe?
- 1983/1984: Echt tu matsch
- 1986: Du mich auch
- 1987: Bebel und Bismarck (Fernseh-Dreiteiler)
- 1989: RobbyKallePaul
- 2001: be.angeled
- 2017: Zwei Bauern und kein Land
- 2017: Dengler: Die schützende Hand
- 2020: Martha und Tommy
- 2020: Notruf Hafenkante (Fernsehserie, Folge Entgleisung)
- 2022: In aller Freundschaft (Fernsehserie, Folge Seelenverwandte)

als Drehbuchautor
- 1989: RobbyKallePaul
- 2004: Alles auf Zucker!

## Theater
- Der Kommissar, der Komödiant, der Tod und die Liebe

Theater Rote Grütze
- 1973: Darüber spricht man nicht! (Co-Autor, Darsteller, Regie)
- 1976: Was heißt´n hier Liebe? (Co-Autor, Darsteller)
- 1980: Mensch ich lieb dich doch (Co-Autor, Darsteller, Regie, Fernsehverfilmung 1981)
- 1986: Einer wie ich (Co-Autor, Regie)
- 1987: Gewalt im Spiel (Co-Autor, Regie)

Theaterhaus in Stuttgart
- 1988: Mensch Herrmann (Autor, Regie, Fernsehverfilmung 1993)
- 1991: Ich bin deine Mutter (Autor, Regie)

Theaterhof Priessenthal
- 1993: Zum Teufel mit der Jugend (Autor, Regie)
- 1993: Vor einem dunklen Wald (Autor, Regie)

Theater Rote Grütze (Neugründung 2001)
- Lenas Geheimnis (Autor, Darsteller)
- Zum Beispiel Harim (Autor, Darsteller)

## Auszeichnungen
- 1977: Brüder Grimm Preis des Landes Berlin für das Theaterstück Was heißt'n hier Liebe?
- 1987: Brüder Grimm Preis des Landes Berlin für das Theaterstück Gewalt im Spiel
- 2004: 1. Preise bei Festivals in Moers und Göttingen für Zum Beispiel Harim
- 2005: Preis der deutschen Filmkritik „Bestes Drehbuch“ für Alles auf Zucker!
- 2005: Deutscher Filmpreis mit Dani Levy in der Kategorie „Bestes Drehbuch“ für den Film Alles auf Zucker!
- 2006: 1. Preis beim Domino Theaterfest des Kinder- und Jugendtheaters in Göttingen für das Theaterstück Lenas Geheimnis